# Mazatlán
Mazatlán is een stad in de Mexicaanse deelstaat Sinaloa. Mazatlán ligt aan de kust van de Golf van Californië en is een van Mexico's belangrijkste havensteden. De stad heeft 352.471 inwoners en is de hoofdplaats van de gemeente Mazatlán.
De naam Mazatlán komt uit het Nahuatl en betekent "plaats van het hert". Het was de hoofdstad van de Mazateken. De stad werd gesticht in 1820. In de negentiende eeuw groeide de bevolking sterk, vanwege de zilvermijnbouw in het achterliggende gebied. Veel immigranten kwamen uit Duitsland. Van 1859 tot 1873 was Mazatlán de hoofdstad van Sinaloa.

## Verkeer en vervoer
Een veerdienst verbindt de stad met La Paz in Baja California Sur, gelegen aan de andere zijde van de Golf van Californië. De luchthaven van Mazatlán is de Gral. Rafael Buelna International Airport.

## Sport
Mazatlán was in 2000 gastheer van de tweede wedstrijd in de strijd om de wereldbeker mountainbike.

## Stedenband
- Seattle (Verenigde Staten)

## Bekende inwoners van Mazatlán

### Geboren
- Juan Carrasco (1876-1922), militair
- Natalia Chacón (1879-1927), first lady
- Genaro Estrada (1887-1937), diplomaat
- José Gonzalo Escobar (1892-1969), militair
- José C. Valadés (1901-1976), historicus
- Pedro Infante (1917-1957), zanger en acteur
- Enrique Alonso (1923-2004), acteur
- Jesús Kumate Rodríguez (1924-2018), medicus
- Jorge Orta (1950), honkballer
- Lorena Herrera (1967), actrice
- Sara Ramírez (1975), actrice
- Francisco Rodríguez (1981), voetballer
- Lombardo Ontiveros (1983), beachvolleyballer
- Karen Bethzabe (19??), actrice